# 捜査報告書
捜査報告書（そうさほうこくしょ）は、刑事事件において捜査の内容や結果について上司に報告するために作成される文書を指す。
捜査報告書には様々な種類があり、犯罪の発生直後に作成する犯罪発生報告書、実況見分調書、写真撮影報告書、被害者調書など、逮捕状請求の際の被疑者判明報告書、逮捕状請求報告書などがある。
捜査報告書の内容として供述が含まれている場合は、供述代用書面として伝聞証拠となることから、伝聞例外の要件を満せば証拠能力が認められる。したがって、捜査報告書が供述録取書の性格を有するのであれば、刑事訴訟法321条1項3号または322条1項の要件を満たす必要がある。 
また、捜査報告書が実況見分調書の性格を有するのであれば、321条3項の要件を満たす必要があり、鑑定受託者（科捜研など）の鑑定書ならば、321条4項の要件を満たす必要がある。なお、警察官がXの供述を録取した捜査報告書（供述録取書）の場合、警察官の供述とXの供述とが含まれているので、警察官の供述の伝聞性はXが捜査報告書に署名押印することにより払拭されるので、再伝聞とはならない。
捜査報告書は、検察官が証拠として申請し、被告人側が証拠採用に同意すれば証拠となる。否認事件など、被告人が証拠採用を拒否した場合は、作成者の警察官が法廷に出廷し、作成状況等について証言すれば証拠採用されることになる。捜査報告書に含まれる供述につき、要証事実との関係で供述内容の真実性が問題とならない場合は伝聞証拠にはならない。
捜査報告書は、被疑者を検察へ送致する際に重要な捜査書類となる。検察は、警察から送付される捜査報告書に加えて、供述調書などに基づき起訴の可否を判断するため、起訴の判断に必要な証拠となる捜査書類として使用されることを目的としている。